# Phalaenopsis 'Golden Amboin'
Phalaenopsis 'Golden Amboin' est un cultivar hybride artificiel d'orchidées, du genre Phalaenopsis.

## Parenté
Phal. 'Golden Amboin' = Phalaenopsis 'Golden Sands' × Phalaenopsis amboinensis

## Descendance
- Phalaenopsis 'Brother Angel' = Phal. 'Golden Amboin' × Phalaenopsis 'Golden Buddha'
- Phalaenopsis 'Brother Stage' = Phal. 'Golden Amboin' × Phalaenopsis 'Taipei Gold'
- Phalaenopsis 'Flor Del Valle' = Phal. 'Golden Amboin' × Phalaenopsis stuartiana
- Phalaenopsis 'Goldberry' = Phal. 'Golden Amboin' × Phalaenopsis 'Misty Green'
- Phalaenopsis 'Jungle Warrior' = Phal. 'Golden Amboin' × Phalaenopsis gigantea
- Phalaenopsis 'Meller Gold = Phal. 'Golden Amboin' × Phalaenopsis 'Barbara Moler'
- Phalaenopsis 'Prospector’s Dream' = Phal. 'Golden Amboin' × Phalaenopsis 'Desert Dusk'
- Phalaenopsis 'Salu Spot' = Phal. 'Golden Amboin' × Phalaenopsis 'Paifang’s Auckland'